# تپه شیخی‌آباد علیا
تپه شیخی آباد علیا مربوط به دوران‌های تاریخی پس از اسلام است و در شهرستان صحنه، بخش مرکزی، روستای شیخی آباد علیا واقع شده و این اثر در تاریخ ۴ خرداد ۱۳۸۴ با شمارهٔ ثبت ۱۱۸۱۲ به‌عنوان یکی از آثار ملی ایران به ثبت رسیده است.